# Glansberghoningkruiper
De glansberghoningkruiper (Diglossa lafresnayii) is een zangvogel uit de familie Thraupidae (tangaren).
Deze vogel heeft de snavel die typisch is voor berghoningkruipers (geslacht Diglossa): omhoogwijzend, met een haakje. 

## Verspreiding en leefgebied
Deze soort komt voor in de Andes van Colombia tot westelijk Venezuela, Ecuador en uiterst noordelijk Peru.